# Ісупов Герман Олексійович
Герман Олексійович Ісупов (27 жовтня 1935, Перм, РРФСР — 19 січня 2001, Львів, Україна) — український радянський артист балету, прем'єр Львівського театру опери і балету імені Івана Франка.  Народний артист Української РСР (1975).

## Життєпис
У 1956 році Герман Олексійович Ісупов закінчив Пермське хореографічне училище.
Від 1963 року — у складі трупи Львівського театру опери і балету імені Івана Франка.
Головні партії: Спартак («Спартак» Хачатуряна), Ленні («Стежкою грому» Караєва), Тіль («Тіль Уленшпігель» Глєбова), Тібальд («Ромео і Джульетта» Прокоф'єва), Альберт («Жізель» Адана), Квазімодо («Есмеральда» Пуні).
Після гастролей львівського оперного театру в Кремлівському палаці з'їздів 1971 року, де були показані вистави «Три мушкетери», «Антоній і Клеопатра», «Спартак» і «Есмеральда», Герману Олексійовичу Ісупову присвоїли звання народного артиста України.
Від 1978 року — член КПРС.
Від 1976 по 1996 рік Герман Олексійович Ісупов працює балетмейстером. У своїх постановках митець розвивав чоловічий танець. Дотримувався загалом академізму, проте розвивав свій власний своєрідний стиль. Вже у першій постановці Германа Олексійовича — балеті «Бахчисарайський фонтан» завжди «піший» герой Гирей танцює; у «Лілеї» серед народних танців з'являється адажіо в українському стилі, у «Лебединому озері» вперше у сцені балу мазурка виконуються лише на пальцях; у «Ромео і Джульєтті» в танці з мандоліною помітні сучасні акценти. Оригінальною була постановка фахівця в дусі старовинної хореографії «Слуга двох панів» — тут, зокрема, використовується прийом безпосереднього контакту танцівника із залом, коли з певною жестикуляцією чи мімікою артист звертається до публіки. До постановок Г. О. Ісупова у Львівській опері належать також «Лускунчик», досі збережена в театральній афіші комедійна вистава «Даремна обережність», в якій першу картину другого акту Ісупов відтворив за старими записами з 1920–х років однієї балерини Маріїнського театру, поновлений (із сучаснішим трактуванням) балет «Створення світу».
У хореографії Герман Ісупов іноді звертався до небалетної музики, де немає жодного сюжету, чого на Львівській балетній сцені ще не було. Відома його робота «Пори року» на музику Вівальді — хореографія, побудована на відчуттях, настроях і асоціаціях, технічно вона вільна від суворих класичних канонів, тут основну роль відіграє пластика тіла.
Германа Олексійовича Ісупова не стало в лютому 2001 року.Похований на 81 полі Личаківського цвинтаря.
Традиції батька продовжила дочка Анастасія — солістка Львівської опери від 1992 року, Заслужений артист України (2017).